# Alan O'Hare
Alan O'Hare (n. Drogheda, Irlanda; 31 de julio de 1982), futbolista irlandés. Jugaba de defensa y su último equipo  fue el Belper Town F.C..
Previamente jugó en Bolton Wanderers, Chesterfield, Mansfield Town, York City y Gainsborough Trinity.

## Carrera
Nacido en Drogheda, Condado de Louth, O'Hare comenzó su carrera dentro de la cantera del Bolton Wanderers, siendo promovido al primer equipo en la temporada 2001/02.
A fecha de 28 de enero de 2002, fue cedido al Chesterfield. Hizo su debut en el empate 0-0 con el Tranmere Rovers y en marzo la cesión fue prorrogada por un segundo mes.
Terminó la cesión con 19 apariciones.
Se reincorporó al Chesterfield el 26 de septiembre durante un mes de cesión y fichó por el club de forma definitiva, en una transferencia libre, el 22 de noviembre.
O'Hare comenzó la carrera en el Chesterfield, en situación de cesión, jugando en la banda izquierda, en todos sus partidos.
Desde su contrato definitivo con el Chesterfield jugó, de vez en cuando, de defensa central, con cierto éxito.
La carrera de O'Hare sufrió un parón por la lesión en el tobillo en el temporada 2006/07.
Aparte, y ya que por un posible conflicto de personalidad con el nuevo gerente de Chesterfield Lee Richardson, y tras una nueva organización del equipo a comienzos de 2008 parecía poco probable que él se quedaría con el club. 
O'Hare fue uno de varios jugadores en libertad al final de la temporada 2007/08.
O'Hare se unió a la Conference National con el equipo de Mansfield Town en julio de 2008 y firmó para el club el 1 de agosto de 2008.
Anotó su primer gol en contra el Cambridge United el 19 de septiembre.
Fichó por el York City el 30 de junio de 2009.
Fichó por Gainsborough Trinity en el mes de un préstamo el 1 de octubre, después de haber sido incapaz de jugar ningún juego en el York City hasta ese momento durante la temporada 2009-10.
Hizo su debut en el empate 2-2 con Fleetwood Town y tenía la cesión concedida por un segundo mes consecutivo en noviembre.
El préstamo fue prorrogado por un tercer mes (durante diciembre) y regresó a York City después de haber hecho ocho apariciones.
Brian Little, como gerente del Gainsborough, dijo que estaba interesado en llevar O'Hare de nuevo al club a préstamo hasta el final de la temporada. 
Se firmó el 28 de enero de 2010, el préstamo hasta el final de la temporada.
Hizo su primera aparición desde su regreso en un empate 0-0 con Ilkeston Town y posteriormente anotó en el empate 2-2 contra el AFC Telford United.
Regresó al York City a final de la temporada, después de haber realizado tres presentaciones durante el segundo préstamo en Gainsborough.
A su regreso al York, el club anunció que iba a ser puesto en libertad cuando su contrato expiró el 30 de junio.

O'Hare se trasladó hasta Northern Premier League después de la firma de Glapwell durante el verano de 2010, haciendo su debut en la victoria por 3-1 sobre el Mercado Drayton Ciudad el 21 de agosto.